# Portão Persa
Portão Persa ou Portão Susiano  era o nome antigo da passagem agora conhecida como Tang-e Meyran, conectando Iaçuje com Sede ao leste, cruzando a fronteira das modernas províncias de Kohgiluyeh va Boyer Ahmad e Fars do Irã, passando para o sul do maciço de Kuh-e-Dinar, parte das montanhas de Zagros. 
O passe controla a ligação entre a costa e a parte central da Pérsia. 
Nas primeiras semanas de 330 a.C., foi o local da feroz Batalha do Portão Persa, na qual o rei da Macedônia, Alexandre III da Macedônia, enfrentou forte resistência pelas últimas tropas aquemênidas comandadas por Ariobarzanes. 